# Назаренко Дмитро Анатолійович
Дмитро́ Анато́лійович Наза́ренко (10 січня 1992 — 29 серпня 2014) — солдат Збройних сил України, учасник російсько-української війни.

## Життєпис
Народився 1992 року в місті Запоріжжя. 2009 року закінчив запорізьку ЗОШ № 103.
В часі війни — сапер, 93-тя окрема механізована бригада.
Загинув під Іловайськом під час прориву з оточення «зеленим коридором» на автомобілі «Урал» поблизу села Новокатеринівка (Старобешівський район) — на перехресті доріг з села Побєда до Новокатеринівки поруч зі ставком. Загинув разом зі значною частиною бійців 93-ї механізованої бригади, які станом на грудень 2016-го не ідентифіковані.
Перебував у списках зниклих безвісти. Ексгумований пошуковцями Місії «Евакуація-200» («Чорний тюльпан») 11 вересня 2014 року.

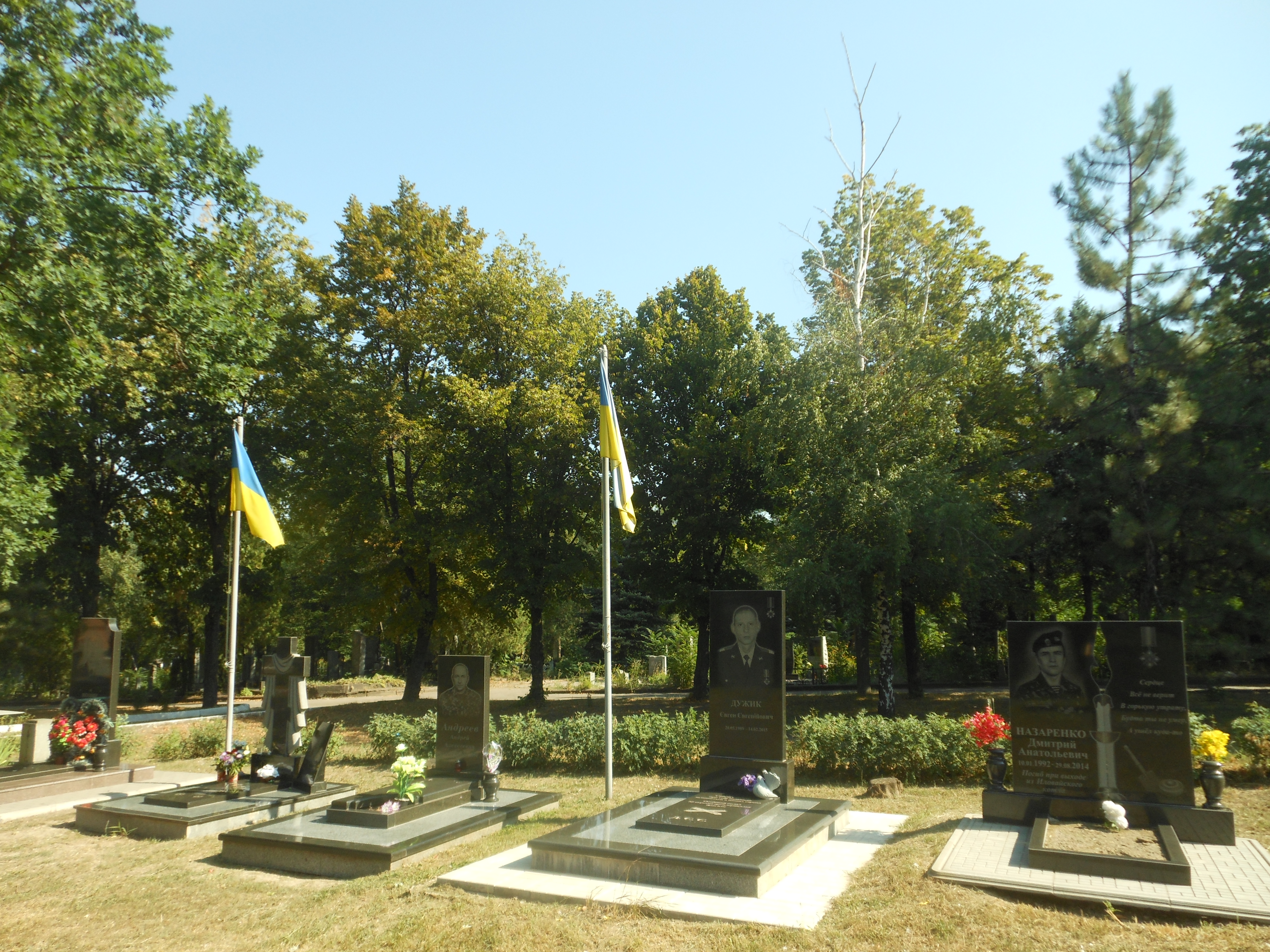

Похований у місті Запоріжжя, на військовому кладовищі по вулиці Солідарності.
Без Дмитра лишились мама і дружина.

## Нагороди та вшанування
За особисту мужність і героїзм, виявлені у захисті державного суверенітету та територіальної цілісності України, вірність військовій присязі під час російсько-української війни, відзначений — нагороджений
- 17 липня 2015 року — орденом «За мужність» III ступеня (посмертно)[3]
- Його портрет розміщений на меморіалі «Стіна пам'яті полеглих за Україну» у Києві: секція 3, ряд 7, місце 36
- Вшановується 29 серпня на щоденному ранковому церемоніалі вшанування українських захисників, які загинули цього дня у різні роки внаслідок російської збройної агресії[4]
- у Запорізькій школі № 103 встановлена меморіальна дошка на честь Дмитра Назаренка.
- 9 листопада 2016 року нагороджений орденом «За заслуги перед Запорізьким краєм» III ступеня (посмертно).